# Hans Nobiling
Hans Nobiling (Hamburg, 10 september 1877 - Jacarepaguá,, 30 juli 1954) was een Duits-Braziliaanse voetbalpionier.

## Biografie
Nobiling speelde bij SC Germania 1887 Hamburg, een voorloper van het huidige Hamburger SV en werd kampioen van Hamburg met de club. In 1897 emigreerde hij naar Brazilië en ging er in de stad São Paulo wonen waar ook een Duitse gemeenschap woonde. Hij had een voetbal mee genomen uit Duitsland en leerde het spel aan in Brazilië. Er werd een club opgericht in augustus en het eerste probleem was de naam van de club, 15 spelers kozen voor Internacional en 5 voor Germânia waarop SC Internacional opgericht werd. Nobiling was ontgoocheld dat zijn voorstel het niet haalde en samen met enkele spelers verliet hij al op 7 september 1899 de club en richtte SC Germânia op. Deze was de vierde oudste club van het land. In 1905 slaagde hij erin om de Duitse sterspeler Camilo Ugi voor vier maanden bij de club te laten spelen.
Samen met Hermann Friese nam hij het in 1909 op voor Arthur Friedenreich, een speler met een Duitse vader en zwarte moeder, om opgenomen te worden in de club, waar eerst geen kleurlingen welkom waren. Friedenreich werd een van de eerste grote sterren van het Braziliaanse voetbal.
Naast het voetbal speelde Nobiling ook tennis en stond in 1924 mee aan de wieg van de tennisbond van São Paulo. Om afstand te nemen van de Duitse geschiedenis werd de clubnaam in de Tweede Wereldoorlog gewijzigd in EC Pinheiros. Met 35.000 leden is het de grootse omnisportvereniging van het Zuidelijk halfrond, al wordt voetbal er nog maar in beperkte mate gespeeld.